# Rayong
Rayong (en tailandés: ระยอง) es una ciudad (thesaban nakhon) tailandesa, ubicada en la costa del Golfo de Tailandia, capital de la provincia homónima y abarca los tambon de Tha Pradu y Pak Nam y partes de los de Choeng Noen y Noen Phra, en el distrito de Mueang Rayong. En 2005 la población era de 54.641 habitantes.
Se encuentra a 140 kilómetros al sudeste de Bangkok y a 150 de la frontera con Camboya. Su principal industria es la pesca, y es el principal productor de salsa de pescado de Tailandia.
- Datos: Q1015123
- Multimedia: Rayong / Q1015123